# Strela-10

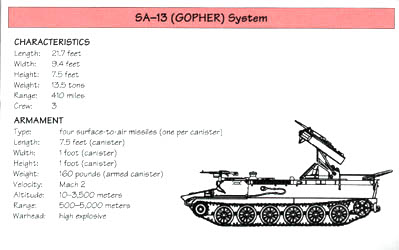
Specifiche del veicolo

Il 9K35 Strela-10 (codice NATO SA-13 "Gopher") è un sistema missilistico terra-aria sovietico, a guida infrarossi e ad altà mobilità. Il veicolo di lancio, basato sullo scafo dell'MT-LB, è in grado di trasportare quattro missili, è dotato di una blindatura leggera ed è completamente anfibio.
Tuttora in servizio in numerosi paesi, lo Strela è destinato principalmente alla difesa contro minacce a bassa quota, come elicotteri ed aerei da attacco al suolo.

## Utilizzatori

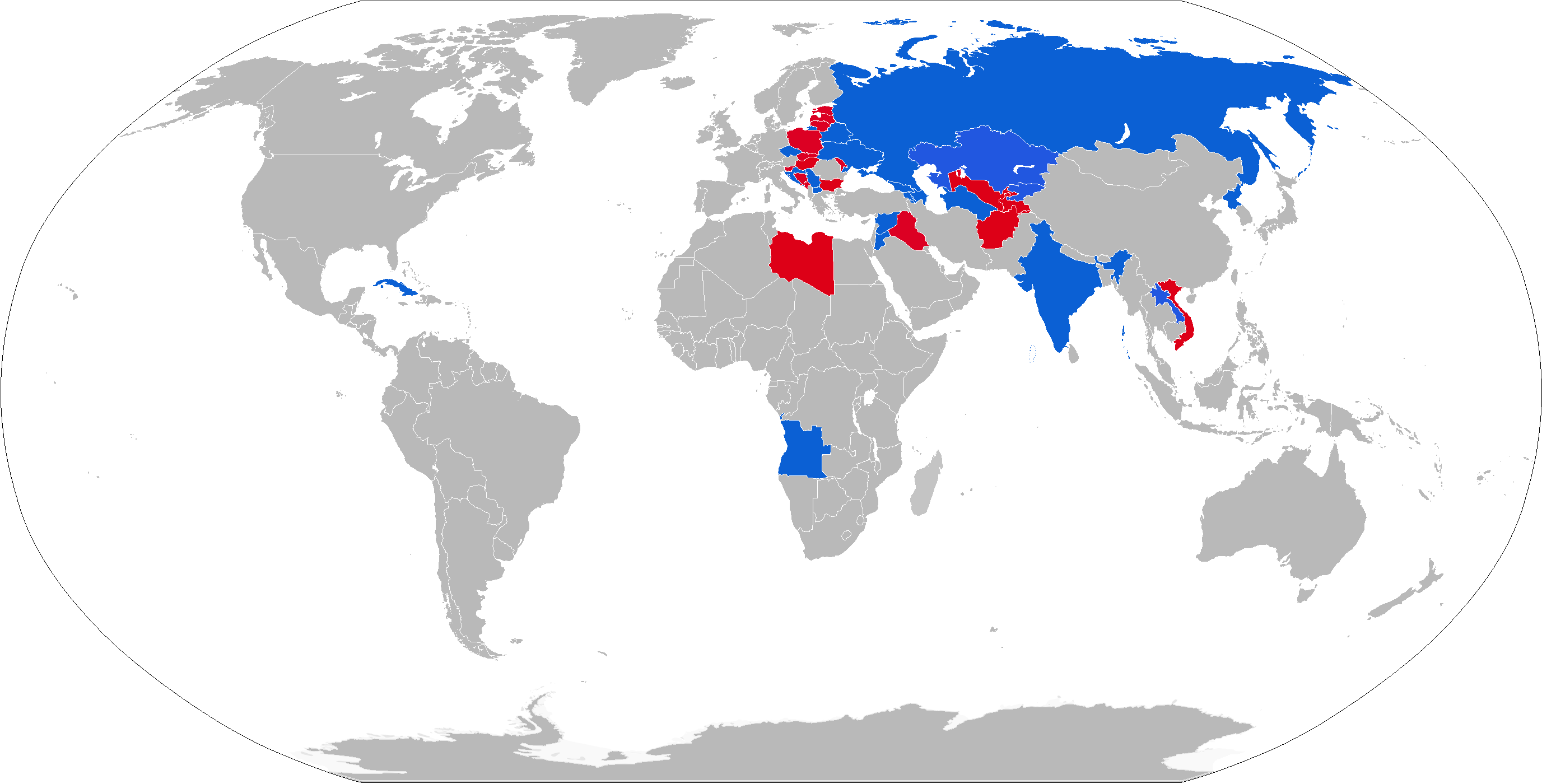
Operatori attuali in blu e passati in rosso

### Utilizzatori attuali
Angola
- Força Aérea Nacional Angolana

10 esemplari in servizio nel 2020.
 Armenia
- Haykakan banak

 Azerbaigian
- Azərbaycan Quru Qoşunları[2]

 Bielorussia
- Voenno-vozdušnye sily i vojska protivovozdušnoj oborony[3]

 Bulgaria
- Suhopătni vojski na Bălgarija

20 esemplari.
 Corea del Nord
- Chosŏn inmin'gun Ryukkun[4]

 Croazia
- Hrvatska kopnena vojska

9 Strijela - 10CROA1 in servizio nel 2020.
 Cuba
- Ejército Revolucionario

42 in servizio nel 2020.
 Georgia
- Forze Terrestri georgiane[7]

 Giordania
- Al-Quwwāt al-Barriyya al-Urdunniyya

92 in servizio nel 2020, finanziati da Saddam Hussein nel 1982 come ricompensa per l'unità di volontari giordani combattente contro l'Iran.
 India
- Esercito dell'India

250 Strela in servizio nel 2020.
 Laos
- Esercito Popolare del Laos[11]

 Macedonia del Nord
- Armija na Republika Severna Makedonija

8 Strela-10M in servizio nel 2020.
 Repubblica Popolare di Doneck
- Milizia popolare della Repubblica Popolare di Doneck[13]

 Repubblica Popolare di Lugansk
- Milizia popolare della Repubblica Popolare di Lugansk[14]

 Russia
- Forze terrestri russe

Circa 400 Strela-10M3 e Strela-10MN in servizio nel 2020.
- Morskaja Pechota

50 tra Strela-1 e Strela-10.
- Vozdušno-desantnye vojska

 Serbia
- Kopnena Vojska Srbije

3 Strela-10M in servizio nel 2019.
 Siria
- Al-Jaysh al-'Arabi al-Suri

 Turkmenistan
- Esercito del Turkmenistan

13 in servizio nel 2020.
 Ucraina
- Forze Terrestri Ucraine

Circa 150 in servizio nel 2022.
 Vietnam
- Không Quân Nhân Dân Việt Nam

### Utilizzatori passati
Cecoslovacchia
- Československá lidová armáda

 Iraq
- Al-Quwwat al-Barriyya al-ʿIrāqiyya

Tutti ritirati entro il 2003.
 Jugoslavia
- Kopnena Vojska JNA

18 Strela-10M prodotti localmente su licenza.
 Kazakistan
- Forza di difesa aerea della Repubblica del Kazakistan

 Libia
- Esercito libico

 Polonia
- Wojska Lądowe

 Rep. Ceca
- Pozemní síly Armády České republiky

 Slovacchia
- Pozemné sily Slovenskej republiky

 Ungheria
- Esercito ungherese

 Unione Sovietica